# Mäe-Kõoküla
Mäe-Kõoküla – wieś w Estonii, w prowincji Võru, w gminie Vastseliina.